# Matthew Carter (tuffatore)
Matthew Carter (North Adelaide, 11 settembre 2000) è un tuffatore australiano.

## Biografia
All'età di diciassette anni ha rappresentato l'Australia ai Giochi del Commonwealth di Gold Coast 2018, vincendo la medaglia di bronzo nel trampolino 3 metri sincro, in coppia con il connazionale Domonic Bedggood.

## Palmarès
- Mondiali

Gwangju 2019: oro nel sincro misto 3 m.
- Giochi del Commonwealth

Gold Coast 2018: bronzo nel trampolino 3 m. sincro.